# Tony Schiavone
Noah Anthony Schiavone (født d. 7. november 1957) er en amerikansk fribrydnings kommentator der bl.a. kommenterede for World Championship Wrestling under navnet Tony Schiavone.

## Biografi
Schiavone begyndte sin wrestling kommentator karriere i Mid-Atlantic Championship Wrestling, der senere blev kendt som Jim Crockett Promotions og endnu senere World Championship Wrestling. Da firmaet fik TV sendetid i 1985 kunne Tony ofte opleves som værten på showet. Tony blev hyret af branchens største, Vince McMahon, til at arbejde for World Wrestling Federation i perioden 1989 til 1990. Herefter vendte Tony tilbage til Jim Crockett Promotions, der nu var WCW. Tony blev hos WCW frem til 2001 da firmaet lukkede, og blev den mest kendte stemme bag mikrofonen. Han blev med tiden både elsket, og hadet for hans ofte tamme kommentarer til wrestlingen. I 1999 blev han mødt af megen kritik da han afslørede Mick Foleys titelsejr på RAW (konkurrentens TV program), og hånede hans stil i ringen. I dag arbejder Tony som radiovært på WSB radio i Atlanta, Georgia. 

### Citater
- This is the greatest ___ in the history of our sport!
- Oh my goodness!
- We have to take a commercial break, but the tape machines are rolling!
- We have seen the end of Hulkamania. For Bobby "The Brain" Heenan, for Dusty Rhodes, for Gene Okerlund; I'm Tony Schiavone...Hulk Hogan, you can go to hell. We're outta here. Straight to hell. (Bash at the Beach 1996)
- How about that?
- I know it's a cliché in our sport...
- We've had to do a lot of crazy things, STEVE Regal, including put YOUR ass over on TV. (Final Monday Nitro)
- Let's get everybody out from the dressing room and KICK HIS REAR END. (Hogan's heel turn)
- Fans, we are out of time!... (A cliffhanger as Nitro would go off the air).
- We understand that Mick Foley, who wrestled here one time as Cactus Jack, is going to win their (WWF) world title! HOH, that'll put a lot of butts in the seats! HEH! (Referring to the WWE title win by Mick Foley on a taped broadcast of Raw is War which aired the night of a notorious "match" between Hogan and Kevin Nash that would enter wrestling lore as The Fingerpoke of Doom)
- Hulk Hulk Hulk HULK HULK!
- Holy Toledo!
- Holy Smokes!
- ...knee or groin area...
- There's no way he'll be getting up from that one!
- One, two, and no!